# Favratia zoysii
Favratia zoysii là loài thực vật có hoa trong họ Hoa chuông. Loài này được (Wulfen) Feer mô tả khoa học đầu tiên năm 1890.